# Jamides
Jamides är ett släkte av fjärilar. Jamides ingår i familjen juvelvingar.

## Bildgalleri

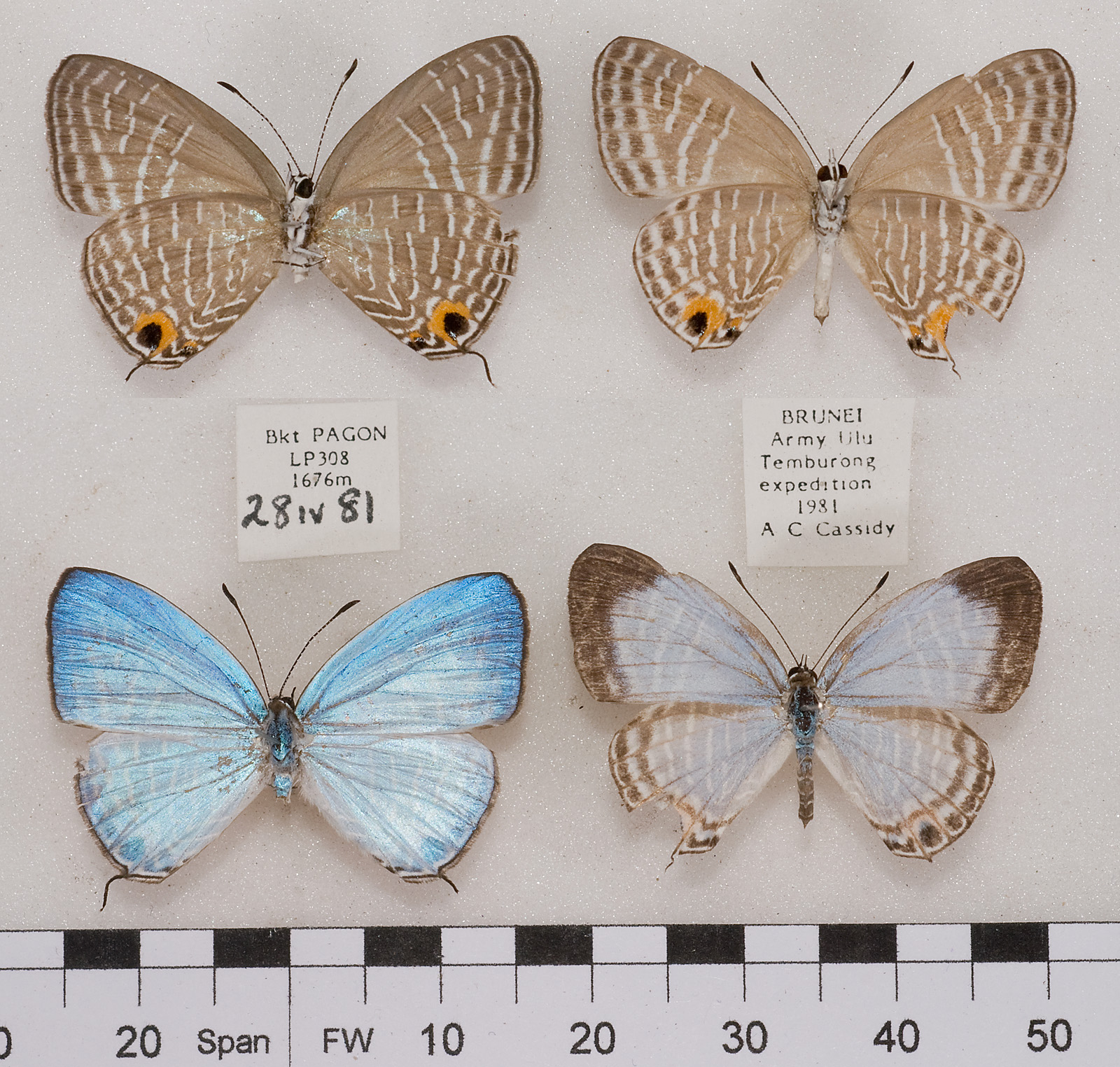

## Dottertaxa tillJamides, i alfabetisk ordning[1]
- Jamides abdul
- Jamides albipatulus
- Jamides alcas
- Jamides alecto
- Jamides alenas
- Jamides alocina
- Jamides amarauge
- Jamides arama
- Jamides aratus
- Jamides ariel
- Jamides aritai
- Jamides aruensis
- Jamides aurensis
- Jamides ayrus
- Jamides batjanensis
- Jamides blairana
- Jamides bochus
- Jamides boswelliana
- Jamides caeno
- Jamides caerulea
- Jamides caerulina
- Jamides campanulata
- Jamides carissima
- Jamides carola
- Jamides carolina
- Jamides celeno
- Jamides celerio
- Jamides celinus
- Jamides cephion
- Jamides claudia
- Jamides coritus
- Jamides cyta
- Jamides derrhis
- Jamides dinawa
- Jamides djampeana
- Jamides elpinides
- Jamides enganicus
- Jamides euchylas
- Jamides evansi
- Jamides eyria
- Jamides ezeon
- Jamides ferrari
- Jamides fractilinea
- Jamides fusca
- Jamides gamblea
- Jamides gennadia
- Jamides gloriel
- Jamides grata
- Jamides hamid
- Jamides horsfieldi
- Jamides howarthi
- Jamides hylas
- Jamides ishigakianus
- Jamides jobiensis
- Jamides juliana
- Jamides jumaloni
- Jamides kava
- Jamides kawazoei
- Jamides lakatti
- Jamides lamax
- Jamides lawasa
- Jamides lobelia
- Jamides lugine
- Jamides lydanus
- Jamides lyria
- Jamides magana
- Jamides malaccanus
- Jamides malaguna
- Jamides masu
- Jamides megana
- Jamides mentawica
- Jamides mimetica
- Jamides mindanensis
- Jamides minna
- Jamides minthe
- Jamides morphoides
- Jamides nakamotoi
- Jamides natsumiae
- Jamides nausiphanes
- Jamides nava
- Jamides nemophila
- Jamides nicevillei
- Jamides nitidus
- Jamides osiades
- Jamides paramalaccanus
- Jamides parasaturata
- Jamides parazebra
- Jamides paulauensis
- Jamides pemanggilensis
- Jamides petunia
- Jamides phaseli
- Jamides phasis
- Jamides pholes
- Jamides plumbeus
- Jamides poliamus
- Jamides porphyris
- Jamides pseudaratus
- Jamides pulcherrima
- Jamides pulchrior
- Jamides puloensis
- Jamides pura
- Jamides purpura
- Jamides purpurata
- Jamides puti
- Jamides rajatus
- Jamides rothschildi
- Jamides ruruturi
- Jamides rututui
- Jamides ruvana
- Jamides sandva
- Jamides sarmice
- Jamides sarsina
- Jamides saturata
- Jamides schatzi
- Jamides seminiger
- Jamides setekwaensis
- Jamides soemias
- Jamides sumbanus
- Jamides sundara
- Jamides susana
- Jamides taiwana
- Jamides tamborana
- Jamides tenus
- Jamides timon
- Jamides tissama
- Jamides tryphiodorus
- Jamides umbriel
- Jamides uniformis
- Jamides waigeuensis
- Jamides walkeri
- Jamides vaneeckei
- Jamides woodfordii
- Jamides yapa
- Jamides zebra
- Jamides zebrina
- Jamides zethus